# Spit These Bars
Spit These Bars – singel amerykańskiego rapera Drag-Ona wydany 16 listopada 1999 roku. Promuje album Opposite of H2O. Składa się z trzech piosenek: „Spit These Bars” (ze Swizz Beatzem), „Down Bottom Remix” (z Yung Wunem) i „C’mon C’mon’.
Do „Spit These Bars” i „Down Bottom Remix” powstały klipy.

## Lista utworów
1. „Spit These Bars” (LP Version)
2. „Spit These Bars” (Radio Version)
3. „Spit These Bars” (Instrumental)
4. „Down Bottom Remix” (LP Version)
5. „Down Bottom Remix” (Radio Version)
6. „C’mon C’mon” (LP Version)
7. „C’mon C’mon” (Radio Version)